# Ningaré
Ningaré är en ort i Burkina Faso.   Den ligger i regionen Centre-Est, i den centrala delen av landet, 150 km sydost om huvudstaden Ouagadougou. Ningaré ligger 276 meter över havet och antalet invånare är 2 160.
Terrängen runt Ningaré är platt. Närmaste större samhälle är Tenkodogo, 10,9 km norr om Ningaré.
Omgivningarna runt Ningaré är en mosaik av jordbruksmark och naturlig växtlighet. Runt Ningaré är det ganska tätbefolkat, med 96 invånare per kvadratkilometer.